# De re rustica (Varrón)

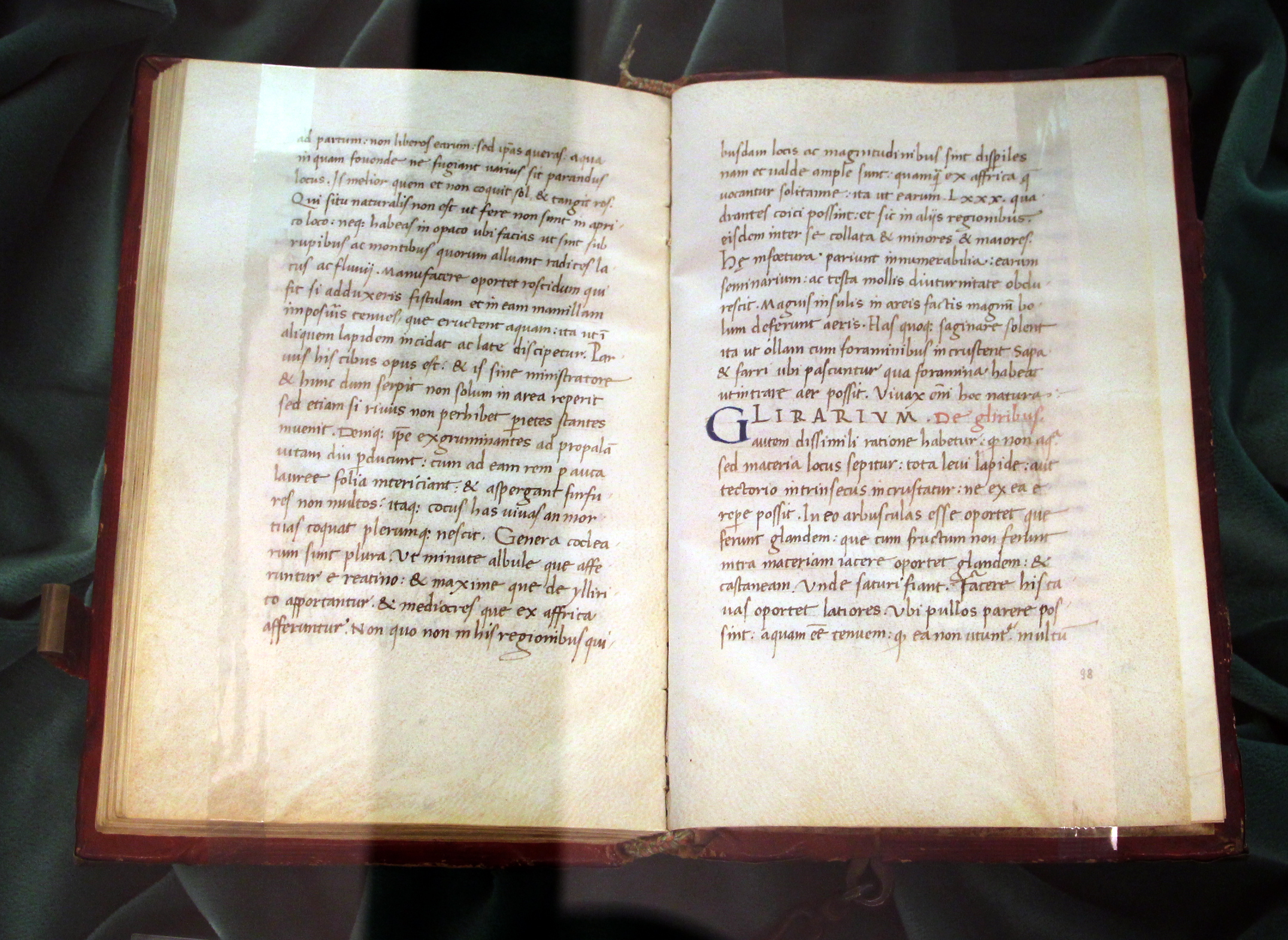
De Rustica, Varrón, Biblioteca Medicea Laurenziana, 51.3.

De re rustica, más plenamente De re rustica libri III ("Tres libros sobre ciencia agrícola") o Res rusticae, es una obra didáctica de Marco Terencio Varrón, escrita en prosa en el 37 a. C.

## Estructura
De re rustica es un tratado sobre la agricultura en forma de diálogo, dividido en tres libros. Está pensado como un agradable entretenimiento  para los hombres de la clase social de Varrón. Nos ha llegado casi en su totalidad.
- El primer libro De agricultura ("Sobre agronomía"), dedicado a su esposa Fundania, que acababa de comprar una granja, trata de la administración de las propiedades de la tierra, desde los pequeños campos hasta las grandes villae.

- El segundo libro De re pecuaria ("Sobre zootecnia", dedicado a su amigo Turranio Nigro (terrateniente, por lo demás desconocido), trata de la ganadería bovina y ovina y el pastoreo.

- El tercer libro De villatica pastione o De villaticis pastionibus ("Sobre animales de granja"), dedicado a su amigo Quinto Pinio y vecino, trata de los demás animales que se pueden criar en las grandes villae como aves o abejas.

La obra se contextualiza dentro de la crisis agrícola emergente en la Roma posterior a la guerra civil de la República. Pretende dar consejos que puedan optimizar el rendimiento de la tierra, entonces cultivada con métodos extensivos y, sin embargo, poco fructíferos. Siguiendo el ejemplo ciceroniano, aunque con menor maestría estilística, utilizó el modelo del diálogo aristotélico, asignando a cada interlocutor una intervención autoconclusiva. No existe unanimidad entre los estudiosos sobre la fecha ficticia del diálogo del último libro: para unos tiene lugar en el 54 a. C., para otros en el 50 a. C.
Varrón alaba la agricultura en sus diversas formas, desde un punto de vista económico, pero también por el placer que se puede obtener de ella; con una mirada nostálgica, en la que se inserta la celebración del mos maiorum, los valores de los padres, mirando hacia la antigüedad como un pasado caracterizado por el bienestar y la serenidad para oponerse a los modernos sin méritos reales.
De re rustica muestra divertidos trazos de caracterización, revelando la sorprendente afición de Varrón por analizar a sus sujetos en sus partes, y esas partes en subpartes. Aunque este análisis a veces le lleva a inútiles extremos, también representa un nuevo paso en la organización lógica de la prosa en la literatura romana.